# Dennstaedtia glauca
Dennstaedtia glauca là một loài thực vật có mạch trong họ Dennstaedtiaceae. Loài này được (Cav.) C. Chr. ex Looser miêu tả khoa học đầu tiên năm 1932.